# گمینا دروبین
گمینا دروبین (به لهستانی:  Gmina Drobin) یک گمینا در لهستان است که در شهرستان پوتسک، استان ماسوویان واقع شده‌است.
 گمینا دروبین ۱۴۳٫۱۹ کیلومتر مربع مساحت و ۸٬۵۳۱ نفر جمعیت دارد.